# Soliton
Ein Soliton ist ein Wellenpaket, das sich ohne Änderung seiner Form durch ein dispersives und zugleich nichtlineares Medium bewegt. Beim Zusammenstoß mit gleichartigen Wellenpaketen kommt es nicht zu einer Wechselwirkung; tritt dagegen eine Wechselwirkung auf, bei der Energie ausgetauscht wird, so handelt es sich um eine solitäre Welle.
Allgemein enthält ein Wellenpaket, wie mit Hilfe der Fourieranalyse gezeigt werden kann, harmonische Wellen mehrerer Frequenzen. Ist die Ausbreitungsgeschwindigkeit im Medium bei verschiedenen Frequenzen unterschiedlich, so verändert das Paket mit der Zeit seine Form. Man nennt dies die Dispersion der Phasengeschwindigkeit.
Nichtlineare Effekte können nun die einzelnen Frequenzen, aus denen ein Wellenpaket besteht, ineinander umwandeln. Geschieht dies derart, dass die schnelleren Frequenzkomponenten in langsamere umgewandelt werden und langsamere in schnellere, so kann sich ein dynamisches Gleichgewicht ausbilden: ein formstabiles Soliton.

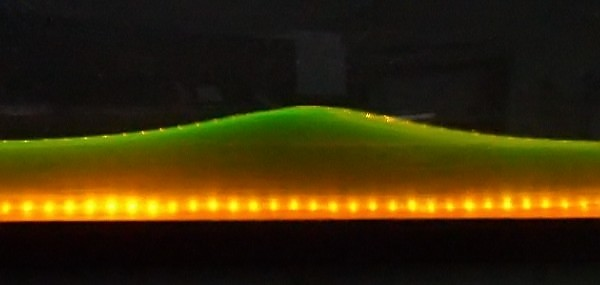
Soliton im Wellenkanal im Labor – Wasserwelle

## Geschichte
Das Phänomen der Solitonen wurde erstmals 1834 von dem jungen Ingenieur John Scott Russell beschrieben. Russell ritt mehrere Kilometer neben einer etwa 10 Meter langen und etwa einen halben Meter hohen Wasserwelle, die sich in einem engen schottischen Kanal ausbreitete, und beobachtete, dass sich deren Wellenform nur wenig veränderte.
Er erforschte das Phänomen weiter mit Hilfe eines Tanks in seiner Werkstatt. Dabei entdeckte er einige Schlüsseleigenschaften dieser Wellen:
- Die Wellen können sich stabil über lange Distanzen fortsetzen.
- Die Geschwindigkeit der Wellen hängt von der Größe der Welle und der Wassertiefe ab.
- Anders als normale Wellen vereinigen sie sich nicht. Eine kleine Welle wird von einer größeren überholt.
- Wenn eine Welle zu groß für die Wassertiefe ist, teilt sie sich in zwei Wellen: eine große und eine kleine.

Es dauerte bis 1895, bis das Phänomen auch theoretisch durch die Korteweg-de-Vries-Gleichung erklärt werden konnte, jedoch wurde erst in den 1960ern die Bedeutung der Entdeckung erkannt. 1973 wurde die Existenz von optischen Solitonen in Lichtwellenleitern theoretisch vorausgesagt und 1980 erstmals experimentell nachgewiesen.

## Anwendung
Im Lichtwellenleiter sind Lichtimpulse geringer Intensität Wellenpakete in einem linearen Medium. Sie werden aufgrund von Dispersion mit der Zeit breiter. In der Anwendung zur Signalübertragung verschlechtert sich dadurch die Signalqualität, weil es zu Intersymbolinterferenz kommen kann. Infolgedessen ist die maximal mögliche Übertragungsstrecke bzw. die Übertragungsrate beschränkt. Ein Soliton ist dagegen ein Lichtimpuls, der sich bei der Ausbreitung nicht verändert. Damit ist theoretisch eine Nachrichtenübertragung über beliebig weite Strecken möglich, bei genügend kurzen Lichtimpulsen kann eine sehr hohe Datenübertragungsrate erreicht werden.
In Lichtwellenleitern lassen sich Solitonen im Bereich anomaler Dispersion (die Ausbreitungsgeschwindigkeit ist hier bei höheren Frequenzen größer) erzeugen – also bei herkömmlichen Glasfasern bei Wellenlängen von λ > 1,3 µm. Hierzu ist nur eine Leistung von wenigen Milliwatt erforderlich. Die Pulsdauer beträgt einige Pikosekunden, was Übertragungsraten im Bereich von Terabits/Sekunde (1012 bit/s) über weite Strecken ermöglicht. In realen Medien existieren Dämpfung und Streuverluste, was zu einer Abnahme der Energie führt. Dies zerstört das Gleichgewicht zwischen Dispersion und Nichtlinearität, so dass sich das Soliton auflöst. In realen Datenübertragungssystemen muss man folglich die Solitonen immer wieder (etwa alle 20 km) nachverstärken.
Bei Versuchen in speziellen Glasfaserringen wurden Solitonen bereits über 180 Millionen Kilometer ohne merkliche Pulsverbreiterung übertragen. Mit Lasern lassen sich durch Modenkopplung Solitonen erzeugen, die Voraussetzung zum Betrieb eines Frequenzkammes sind. Dabei beobachtet man auch nach Stunden kein Zerfließen eines einmal gespeicherten
Pulses.
Solitonartige Anregungen gibt es, zusätzlich zu den üblichen Spinwellen, auch in niederdimensionalen Magneten. Sie werden sowohl theoretisch als auch experimentell seit langem ausführlich untersucht.
Weitere Beispiele für Solitonen
- Pororoca (Solitonen auf dem Amazonas)
- Morning Glory Cloud
- Erregungsleitung in Nervenzellen
- Skyrmionen

## Solitonengleichungen aus der mathematischen Physik
Folgende Gleichungen sind einige Beispiele von Gleichungen der mathematischen Physik mit Solitonenlösungen:
- Korteweg-de-Vries-Gleichung
- nichtlineare Schrödinger-Gleichung
- Toda-Kette
- Kadomtsev-Petviashvili-Gleichung, ursprünglich aus der Plasmaphysik, sie beschreibt Solitonen in zwei Raum-Dimensionen
- Benjamin-Ono-Gleichung
- die unten behandelte Sinus-Gordon-Gleichung
- Gross-Pitaevskii-Gleichung

Es gibt noch einige weitere Beispiele, wie die modifizierte Korteweg-de-Vries-Gleichung sowie ganze Hierarchien von Gleichungen, die aus diesen abgeleitet werden. Sie sind häufig durch die Methode der Inversen Streutransformation exakt lösbar. Weitere Lösungsmethoden sind die direkte Methode von Ryōgo Hirota und Bäcklund-Transformationen.

## Eindimensionale (1D) FDTD-Simulation eines Solitons mit Kraftwirkung
Das folgende Video zeigt eine FDTD-Simulation zweier ruhender Solitonen laut Sinus-Gordon-Gleichung (siehe unten). Beide senden zusätzlich Druck-Geschwindigkeit-Felder mit unterschiedlicher Polarität aus. Weil die Enden des Raumes nicht korrekt terminiert sind, treten auch Reflexionen auf.
Die Simulation soll im Folgenden erklärt werden.

### Sinus-Gordon-Gleichung
Die Sinus-Gordon-Gleichung ist eine partielle Differentialgleichung (DGL) zweiter Ordnung und lautet:
{\displaystyle \varphi _{tt}-\varphi _{xx}+\sin(\varphi )=0}
(Der Subindex bezeichnet die partielle Ableitung nach der betreffenden Variablen.)
Ihr Name entstand nicht ganz ernst gemeint daraus, dass sie die Form einer Klein-Gordon-Gleichung hat, bei der die Masse durch die Sinus-Funktion „ersetzt“ ist (die Form der Klein-Gordon-Gleichung ergibt sich auch als erster Term der Reihenentwicklung des Sinus). Sie beschreibt den Zusammenhang zwischen der Zeit {\displaystyle t}, der Position {\displaystyle x} und der Anregung in einem eindimensionalen Raum. Der Sachverhalt kann veranschaulicht werden als eine Kette von transversal schwingenden Pendeln, wobei sich zwischen den Pendeln Federn befinden, die den Drehwinkel {\displaystyle \varphi } der Pendel untereinander koppelt. In dem Beispiel ist weiter die Ortskoordinate {\displaystyle x} durch die Anzahl der Pendel und {\displaystyle t} die verstrichene Zeit. Lösungen der DGL sind unter anderem zwei entgegengesetzt aufgebaute Solitonen, bezeichnet als Kink und Antikink. Für kleine Winkel {\displaystyle \varphi } beschreibt die Gleichung außerdem fortschreitende Wellen. Ein Soliton kann ruhen oder sich mit konstanter Geschwindigkeit bewegen. Es ist dadurch gekennzeichnet, dass die Winkelunterschiede innerhalb des Solitons insgesamt einen Vollkreis ergeben. Das Soliton hat eine feste Größe und kann nur als ganzes existieren. Gegen Störungen eines einzelnen Pendels ist es unempfindlich, es reagiert dann elastisch.

### Simulation mit diskreter Zeit und diskretem Raum – FDTD
Die Finite-Differenzen-Methode im Zeitbereich (FDTD) wird hauptsächlich eingesetzt, um die Ausbreitung elektromagnetische Felder im dreidimensionalen Raum zu simulieren. Der Raum wird dabei in ein rechtwinkliges Gitter aus winzigen Würfeln eingeteilt. Das Verhalten der Felder simuliert man durch Nahwirkung zwischen direkten Nachbarwürfeln mit Differenzengleichungen. Die Berechnungen werden oft von Grafikprozessoren (GPUs) durchgeführt, da die Art der verwendeten Algorithmen bzw. Rechenoperationen hier meist effektiver umgesetzt werden können und in diesem Bereich leistungsstärker sind als auf konventionellen Hauptprozessoren (CPU). In Pseudocode hier zwei zyklisch hintereinander ausgeführte Rechenschritte:
Schritt 1
```
SELF(VAR1) += RIGHT(VAR2) - LEFT(VAR2)

```

Schritt 2
```
SELF(VAR2) += RIGHT(VAR1) - LEFT(VAR1)

```

Diese Rechenvorschrift verwendet eine Art Doppelpuffertechnik und ermöglicht die Ausbreitung sinusförmiger Wellen.

### Erzeugung des obigen Videos
Das Video stellt einen 1D-FDTD-Raum mit der Sinus-Gordon-Gleichung zwischen den Raumpunkten bereit (Iterator). Zusätzlich wird eine zweite Nachbarschaftsbeziehung implementiert welche Druck-Geschwindigkeitswellen ermöglicht.
1. {\displaystyle \varphi _{tt}-\varphi _{xx}+\sin(\varphi )=0}
2. {\displaystyle p_{t}=v_{x};v_{t}=p_{x}}

Beide Beziehungen sind untereinander gekoppelt (Soliton sendet {\displaystyle p} ab und {\displaystyle v} wird zur Winkelgeschwindigkeit addiert).
Untereinander sind in dem Video zu sehen:
1. {\displaystyle \cos(\varphi )}
2. {\displaystyle \sin(\varphi )}
3. {\displaystyle \varphi _{t}}
4. {\displaystyle p}
5. {\displaystyle v}

Beim Start sind zuerst zwei entgegengesetzte Solitonen (erkennbar als weiße Balken in der ersten Zeile, mit entgegengesetztem Verlauf des Sinus-Anteils in der zweiten Zeile) initialisiert (Generator). Da das keine stationäre Lösung der Gl. (1) ist, wird überflüssige Energie als Welle abgesendet. Dann senden die Solitonen ein p/v-Feld ab (siehe vierte und fünfte Zeile). Wenn das p/v-Feld das jeweils andere Soliton erreicht, setzen sich die Solitonen in Bewegung. Weil der Einfachheit halber die Enden des Raumes nicht perfekt terminiert sind, werden dort Wellen reflektiert. Schließlich treffen sich die Solitonen in der Mitte und werden durch Annihilation zerstört. Übrig bleibt die Energie in Form von Wellen.

### Zweck des Videos
Es modelliert die Sachverhalte Teilchen, Kraft und Welle im Raum sowie deren Zusammenhang. Somit sind spezielle Solitonen eine Möglichkeit von Teilchen, die bereits mehrere Eigenschaften zeigen: Antiteilchen, Bewegung, Energie, Elastizität, Größe und Stetigkeit.

## Solitonen-Modell in den Neurowissenschaften
Die Solitonenhypothese in den Neurowissenschaften ist ein Modell, das auf der Grundlage einer thermodynamischen Theorie der Nervenimpulsausbreitung erklären soll, wie Aktionspotenziale initiiert und entlang von Axonen weitergeleitet werden.